# 棉花嶼
棉花嶼（めんかしょ、別名Crag、花矸嶼）は、台湾本島の北東にある島である。中華民国が実効支配する領域（台湾地区）の最東端である。
火山活動によってできた島である。棉花嶼という名前は、この島には海鳥が多く、船が近づいた時に海鳥が飛び散る様が綿花が舞っているように見えたことによる。
行政区としては基隆市中正区に属する。花瓶嶼・彭佳嶼とともに北方三島と呼ばれる。海洋国家公園管理処は、北方三島とその周辺の海域を海洋国家公園とすることを計画している。

## 地理

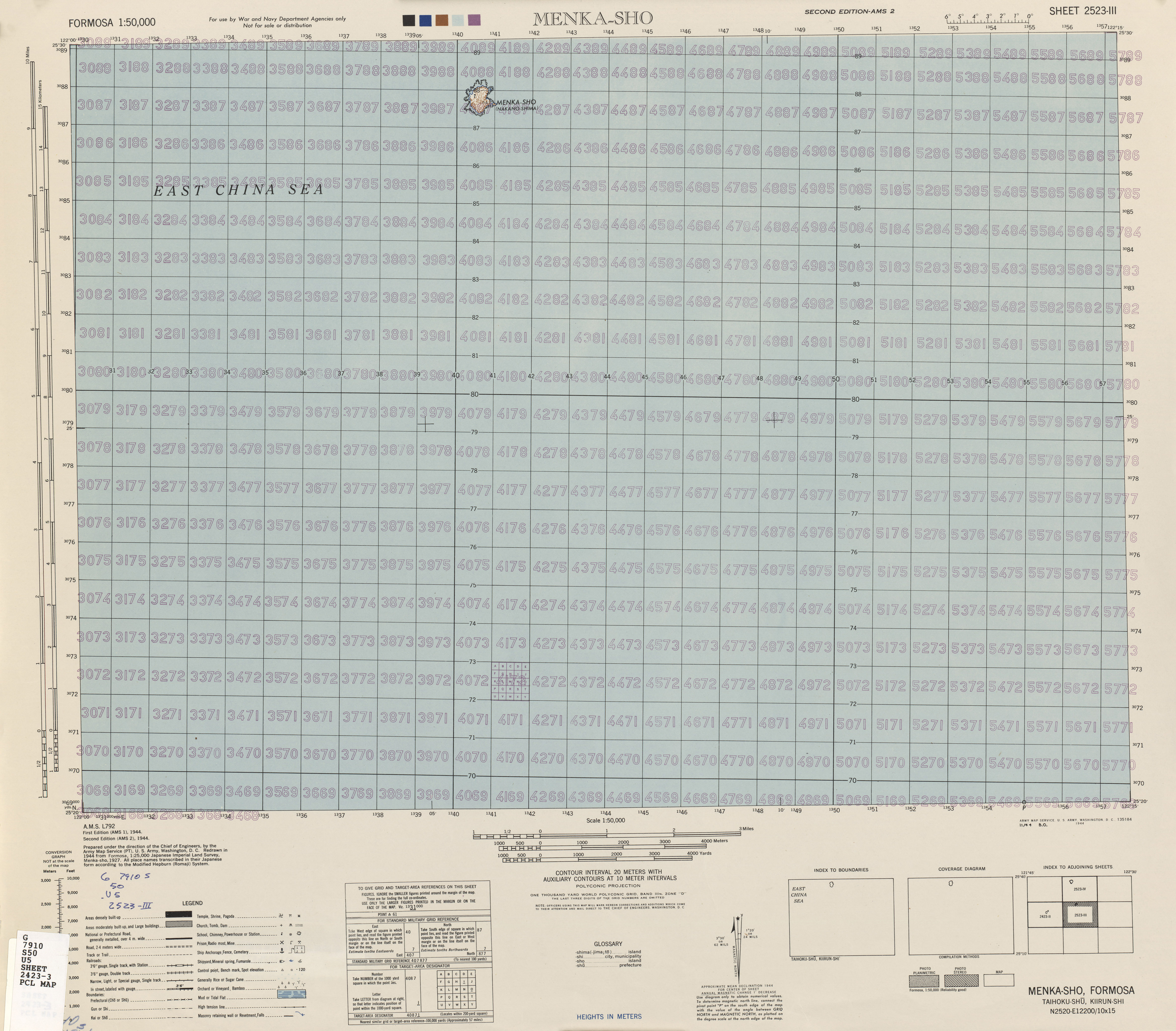
MENKA-SHO (NAKANO-SHIMA) (AMS, 1944)

棉花嶼は東経122度06分、北緯25度29分にある。基隆の北東約42キロメートル、船で2時間程の所にある。島の大きさは東西が約300メートル、南北が約400メートル、面積は約0.12平方キロメートル、最高地点の標高は海抜64メートルである。棉花嶼と彭佳嶼は位置が近く、形状も似ていることから、漁民が棉花嶼と彭佳嶼を見誤ることも多い。

## 歴史
すでに清の時代には人が住んでいた。日本統治時代には燐鉱採掘区となっていた。棉花嶼と基隆との間で定期便が運航していた。
国民政府の台湾島への遷都後は、棉花嶼は軍事管制区域に指定され、無人となった。

## 生物
1996年、基隆市政府は行政院農業委員会に、島の野生動植物を保護するために「棉花嶼・花瓶嶼野生動物保護区」の計画を提出した。
棉花嶼は台湾北部唯一の海鳥繁殖地である。珍貴稀有保育類（等級II）のクロアジサシとマミジロアジサシが棉花嶼と彭佳嶼でまだ生存繁殖していると基隆の漁民は示している。2009年、基隆野鳥学会のメンバーは、瀕臨絶種保育類（等級I）のハヤブサが棉花嶼で繁殖していることを発見した。 
風が強いため高木の生長には適さない。同島周辺の海域は良好な漁場となっている。